# Ivanivka, Simferopol
Ivanivka (în ucraineană Іванівка) este un sat în comuna Trudove din raionul Simferopol, Republica Autonomă Crimeea, Ucraina.

## Demografie
Componența lingvistică a localității Ivanivka
     Rusă (52,21%)
     Tătară crimeeană (33,74%)
     Ucraineană (8,72%)
     Alte limbi (0,51%)
Conform recensământului din 2001, majoritatea populației localității Ivanivka era vorbitoare de rusă (52,21%), existând în minoritate și vorbitori de tătară crimeeană (33,74%) și ucraineană (8,72%).